# Dave Foley
David Scott Foley (Toronto, Ontario, Canada, 4 januari 1963) is een Canadese acteur. Foley is vooral bekend als nieuwsredacteur Dave Nelson uit de comedyserie Newsradio. Verder speelde hij ook vele gastrollen in televisieseries, waaronder in Just Shoot Me!, The King of Queens en was hij gedurende enkele afleveringen te zien als Stuart Lamarack in Will & Grace.
Foley zat op een school met alternatieve lesmethoden, toen hij daarmee stopte om stand-upcomedy te gaan doen. Hij ontmoette Kevin McDonald tijdens een les improvisatie en ze begonnen samen te werken als zaalwachters in een bioscoop. Later gingen ze werken als komisch team. In 1984 gingen ze samen met een ander team en noemden ze zichzelf The Kids in the Hall. Ze kregen een gelijknamige televisieserie. Op 22-jarige leeftijd maakte Foley zijn filmdebuut in de Canadese productie High Stakes. Hij speelde later ook rollen in films als 3 Men and a Baby en Blast from the Past. Hij sprak stemmen in voor onder meer South Park: Bigger Longer & Uncut, Toy Story 2 en Cars.

## Persoonlijk
Tussen 1991 en 1997 was Foley getrouwd met Tabitha Southey. In 1991 werd zoon Edmund 'Ned' geboren en in 1995 zoon Basil Patrick. Op 1 augustus 2002 trouwde hij met zijn huidige vrouw Crissy Guerrero. Uit dit huwelijk werd op 16 april 2003 dochter Alina geboren. De kleine Alina is te zien als Claire Brady in Days of Our Lives.

## Filmografie
- High Stakes (1986) - Bo Baker
- The Lawrenceville Stories (Mini-serie, 1986) - Welsh Rabbit
- American Playhouse Televisieserie - Welsh Rabbit/Old Ironsides/Smith (Afl., The Prodigious Hickey, 1987)
- Anne of Green Gables: The Sequel (Televisiefilm, 1987) - Lewis Allen
- Echoes in the Darkness (Televisiefilm, 1987) - Rol onbekend (Niet op aftiteling)
- 3 Men and a Baby (1987) - Winkelbediende supermarkt
- Toonces, the Cat Who Could Drive a Car (Televisiefilm, 1992) - John Wilkes Booth
- It's Pat (1994) - Chris
- The Kids in the Hall Televisieserie - Verschillende rollen (103 afl., 1988-1995)
- Kids in the Hall: Brain Candy (Video, 1996) - Marv/Psychiater/Nieuwe gast/Raymond Hurdicure
- Mr. Show with Bob and David Televisieserie - Todd in 'Second Wind' (Afl., Operation Hell on Earth, 1996)
- The Wrong Guy (1997) - Nelson Hibbert
- Hacks (1997) - Neal
- From the Earth to the Moon (Mini-serie, 1998) - Astronaut Al Bean
- It's Tough to Be a Bug (1998) - Flik (Stem)
- A Bug's Life (1998) - Flik (Stem)
- A Bug's Life (Computerspel, 1998) - Flik (Stem)
- Blast from the Past (1999) - Troy
- Newsradio Televisieserie - Dave Nelson (97 afl., 1995-1999)
- South Park: Bigger Longer & Uncut (1999) - The Baldwin Brothers (Stem)
- Dick (1999) - Bob Haldeman
- Toy Story 2 (1999) - Flik de mier (Stem)
- CyberWorld (2000) - Hank de technicus (Stem)
- What's Up, Peter Fuddy? (Televisiefilm, 2001) - Peter Fuddy
- Monkeybone (2001) - Herb
- Committed Televisieserie - Rol onbekend (Afl. onbekend, 2001)
- On the Line (2001) - Higgins
- Becker Televisieserie - Owen (Afl., Hanging with Jake, 2001)
- Sketch Pad Televisieserie - Kids in the Hall (Afl. onbekend, 2001)
- Run Ronnie Run (2002) - Directeur televisienetwerk #1
- $windle (2002) - Michael Barnes
- Kids in the Hall: Tour of Duty (Video, 2002) - Verschillende rollen
- The Tick Televisieserie - Francis (Afl., Arthur, Interrupted, 2002)
- Just Shoot Me! Televisieserie - Jay (Afl., Blind Ambition, 2002)
- Stark Raving Mad (2002) - Roy
- Fancy Dancing (2002) - Nat Porter
- What's New, Scooby-Doo? Televisieserie - Laslow Oswald (Afl., High-Tech House of Horrors, 2002, stem)
- Odd Job Jack Televisieserie - Gary Gerbil (Afl., The Wheel Is Not Enough, 2003)
- The Toronto Show Televisieserie - Verschillende rollen (Episode 1.1, 2003)
- The King of Queens Televisieserie - Psychiater (Afl., Jung Frankenstein, 2003)
- Grind (2003) - Tour Manager
- My Boss's Daughter (2003) - Henderson (Niet op aftiteling)
- Lilo & Stitch: The Series Televisieserie - Preist (Afl., Fibber: Experiment 032, 2003, stem)
- Grounded for Life Televisieserie - Derek Purcell (Afl., Baby Come Back, 2003)
- Employee of the Month (2004) - Eric
- Ham & Cheese (2004) - Tom Brennemen
- Will & Grace Televisieserie - Stuart Lamarack (Afl., Ice Cream Balls, 2004|Looking for Mr. Good Enough, 2004|Flip-Flop: Part 1 & 2, 2004|Courting Disaster, 2004)
- I'm with Her Televisieserie - Rector Harris (Afl., Friends in Low Places, 2004)
- Prom Queen: The Marc Hall Story (Televisiefilm, 2004) - Rector Warrick
- Intern Academy (2004) - Dr. Denton Whiteside
- Childstar (2004) - Philip Templeman
- Testing Bob (Televisiefilm, 2005) - Andy Savage
- Las Vegas Televisieserie - Mertens (Afl., Letters, Lawyers and Loose Women, 2005)
- Father of the Pride Televisieserie - Kelsey Grammer's kat (Afl., Stage Fright, 2005, stem)
- Sky High (2005) - Mr. Boy
- Hot Properties Televisieserie - Ted (Afl., The Return of the Ring, 2005)
- Goose on the Loose (2006) - Stem van Randall de gans
- Cars (2006) - Flik Car (Stem)
- Lovespring International Televisieserie - Timothy (Afl., The Loser Club, 2006)
- Tom Goes to the Mayor Televisieserie - Dr. Dave Foley (Afl., Glass Eyes, 2006)
- Paradise (2007) - John
- Scrubs Televisieserie - Dr. Hendrick (Afl., My Five Stages, 2006|My House, 2007)
- The Batman Televisieserie - Francis Grey (Afl., Seconds, 2007, stem)
- Out of Omaha (2007) - Stu Gainor
- Netherbeast Incorporated (2007) - Henry Welby
- LA Blues (2007) - Neil Schwartz
- Postal (2007) - Oom Dave
- Little Mosque on the Prairie Televisieserie - Ambtenaar Amerikaans consulaat (Afl., No Fly List, 2007)
- Carpoolers Televisieserie - Mr. Latero (Afl., Take Your Daughter to Work Day, 2008)
- The Temerity of Zim (2008) - Verteller (Stem)
- The New Adventures of Old Christine Televisieserie - Tom (Afl., The Real Thing, 2007|Burning Down the House, 2008)
- In Plain Sight Televisieserie - Horst Vanderhof (Afl., Trojan Horst, 2008)
- Robsons Arms Televisieserie - Chuck Hoskins (Afl., Gila Monster, 2008|I Pagliacci, 2008|No Sex in the City, 2008|Trixie's Honor, 2008|Hero, 2008)
- The Strip (2008) - Glenn
- Cooper's Camera (2008) - Bill Davidson (Post-productie)
- Slacker Cats Televisieserie - Cult Cat (Afl. onbekend, 2007-heden, stem)
- Vampires suck (2010) - Principal Smith
- Monsters University (2013) - Terry Perry (stem)